# Голт (Міннесота)
Голт (англ. Holt) — місто (англ. city) в США, в окрузі Маршалл штату Міннесота. Населення — 90 осіб (2020).

## Географія
Голт розташований за координатами 48°17′34″ пн. ш. 96°11′41″ зх. д. / 48.29278° пн. ш. 96.19472° зх. д. (48.292903, -96.194666).  За даними Бюро перепису населення США в 2010 році місто мало площу 2,61 км², уся площа — суходіл.

## Демографія
Згідно з переписом 2010 року, у місті мешкало 88 осіб у 36 домогосподарствах у складі 25 родин. Густота населення становила 34 особи/км².  Було 38 помешкань (15/км²).
Расовий склад населення:
| - 93,2 % — білих - 4,5 % — корінних американців - 1,1 % — чорних або афроамериканців |

До двох чи більше рас належало 1,1 %. Частка іспаномовних становила 1,1 % від усіх жителів.
За віковим діапазоном населення розподілялося таким чином: 27,3 % — особи молодші 18 років, 61,3 % — особи у віці 18—64 років, 11,4 % — особи у віці 65 років та старші. Медіана віку мешканця становила 37,7 року. На 100 осіб жіночої статі у місті припадало 114,6 чоловіків;  на 100 жінок у віці від 18 років та старших — 128,6 чоловіків також старших 18 років.
Середній дохід на одне домашнє господарство  становив 66 334 долари США (медіана — 64 583), а середній дохід на одну сім'ю — 71 278 доларів (медіана — 68 750). Медіана доходів становила 41 563 долари для чоловіків та 32 083 долари для жінок. За межею бідності перебувало 1,8 % осіб, у тому числі 0,0 % дітей у віці до 18 років та 15,4 % осіб у віці 65 років та старших.
Цивільне працевлаштоване населення становило 52 особи. Основні галузі зайнятості: виробництво — 34,6 %, освіта, охорона здоров'я та соціальна допомога — 13,5 %, будівництво — 11,5 %.